# Jung-čeng
Jung-čeng (čínsky pchin-jinem Yōngzhèng, znaky 雍正; 13. prosince 1678 – 8. října 1735) vládl v letech 1722–1735 říši Čching. Byl čtvrtý císař mandžuské dynastie Čching, který vládl nad Čínou a také čtvrtým synem (ze synů, kteří přežili dětství) svého předchůdce, císaře Kchang-si.
Byl energickým císařem, který se snažil spravovat říši efektivně a s minimálními náklady. Éra jeho vlády byla obdobím míru a prosperity; potlačil korupci a zreformoval finanční správu říše. Stejně jako jeho otec, neváhal k prosazení čchingské nadvlády v Mongolsku, Tibetu a Džúngarsku použít vojenskou sílu.